# 海上传奇
海上传奇原名上海传奇，是贾樟柯为2010年上海世博会打造的一部记录上海变迁的电影纪录片。2009年5月开拍。访问上海、香港、台湾等地八十多位相关人士，最终选取十八位名人的访谈，展现上海的百年沧桑。2010年7月2日起，在中国八个城市进行巡回宣传。7月14日起，该片在世博园进行为期100天的免费循环放映。

## 出镜
| 人物   | 简介                                                                     | 备注 |
| ------ | ------------------------------------------------------------------------ | ---- |
| 赵 涛  | 没有具体的访谈，而是串场                                                 |      |
| 陈丹青 | 当代画家                                                                 |      |
| 杨小佛 | 杨杏佛之子                                                               |      |
| 张原孙 | 民族资本家“味精大王”张逸云的孙子                                         |      |
| 杜美如 | 杜月笙和姚玉兰之女                                                       |      |
| 王佩民 | 中共地下党员、烈士王孝和之女                                             |      |
| 王 童  | 台灣電影《紅柿子》導演，描述他兒時隨同家人從上海撤退台灣的情況           | 台湾 |
| 张凌云 | 国军空军军人，1948年从上海到台灣                                         | 台湾 |
| 李家同 | 出生于上海的台湾國立清華大學教授                                         | 台湾 |
| 张心漪 | 1912年生于上海，著名翻译家、作家，曾国藩的曾外孙女，年龄最大的受访问者   | 台湾 |
| 侯孝贤 | 台湾電影《海上花》導演                                                   | 台湾 |
| 朱黔生 | 上海电视台记者，1972年，曾負責接待意大利導演安東尼奥尼拍攝紀錄片《中國》 |      |
| 黄宝妹 | 1950年代全国劳动模范                                                     |      |
| 韦 然  | 电影演员上官云珠之子                                                     | 香港 |
| 韦 伟  | 電影《小城之春》女主演                                                   | 香港 |
| 费明仪 | 電影《小城之春》導演費穆的女兒                                           | 香港 |
| 潘迪华 | 上海人，活跃于1960年代到1970年代的香港歌手                               | 香港 |
| 杨怀定 | 投资家，人称“杨百万”。                                                   |      |
| 韩 寒  | 作家、赛车手，1982年出生，年龄最小的受访者                               |      |

## 奖项
- 夏威夷国际电影节-最佳纪录片奖
- 第13届蒙特利尔国际纪录片电影节大奖（kino pen 奖），是中国第一次赢得该奖的国产纪录片

## 外部連結
- 互联网电影数据库（IMDb）上《海上传奇》的资料（英文）
- 康城電影節參展影片介紹 （页面存档备份，存于）
- 《海上傳奇》──賈樟柯始終是賈樟柯 （页面存档备份，存于）（香港電影評論學會會員影評）
- 《海上传奇》公映 贾樟柯的闷被韩寒“笑”砸了[]（《国际在线》中国国际广播电台，2010年7月3日）